# Truls Vasvik
Truls Vasvik (* 28. Juni 1978) ist ein norwegischer Politiker der sozialdemokratischen Arbeiderpartiet (Ap). Seit 2021 ist er Abgeordneter im Storting.

## Leben
Vasvik stammt aus der Ortschaft Helgeroa in der Kommune Larvik. Er studierte Wirtschaft an der University of Strathclyde in Schottland. Von 1999 bis 2015 saß er im Kommunalparlament von Larvik. In den Jahren 2014 bis 2019 stand er der Arbeiderpartiet in Vestfold vor. Anschließend wurde er Vorsitzender der Partei im neu gebildeten Fylke Vestfold og Telemark. Bei der Fylkestingswahl 2015 zog Vasvik in das Fylkesting von Vestfold ein. Durch die Fylkestingswahl im September 2019 wurde er Abgeordneter im Fylkesting von Vestfold og Telemark.
Vasvik zog bei der Parlamentswahl 2021 erstmals in das norwegische Nationalparlament Storting ein. Dort vertritt er den Wahlkreis Vestfold und wurde Mitglied im Gesundheits- und Pflegeausschuss. In der Zeit von Mai bis Oktober 2023 fungierte er als kommissarischer Staatssekretär im Gesundheits- und Pflegeministerium unter Ministerin Ingvild Kjerkol. Während dieser Zeit musste er sein Mandat im Storting ruhen lassen. Im Oktober 2023 wurde Vasvik stellvertretender Vorsitzender des Gesundheits- und Pflegeausschusses und Mitglied im Fraktionsvorstand der Arbeiderpartiet.